# Cantonul Bordères-sur-l'Échez
Cantonul Bordères-sur-l'Échez este un canton din arondismentul Tarbes, departamentul Hautes-Pyrénées, regiunea Midi-Pyrénées, Franța.

## Comune
| Comune               | Populație (1999) | Cod poștal | Cod INSEE |
| -------------------- | ---------------- | ---------- | --------- |
| Aurensan             | 660              | 65390      | 65048     |
| Bazet                | 1 451            | 65460      | 65072     |
| Bordères-sur-l'Échez | 4 211            | 65320      | 65100     |
| Gayan                | 252              | 65320      | 65189     |
| Ibos                 | 2 899            | 65420      | 65226     |
| Lagarde              | 497              | 65320      | 65244     |
| Oroix                | 122              | 65320      | 65341     |
| Oursbelille          | 1 198            | 65490      | 65350     |
| Pintac               | 27               | 65320      | 65364     |
| Sarniguet            | 219              | 65390      | 65406     |
| Tarasteix            | 229              | 65320      | 65439     |